# アタ・ジュルト党
アタ・ジュルト党(キルギス語: Ата-журт)はキルギスの政党。政党名は「祖国」という意味。党の政治基盤はキルギス南部だが、政党本部は首都ビシュケクにある。党首はカムチュベク・タシーエフ(en:Kamchybek Tashiev）。
2004年9月にローザ・オトゥンバエヴァにより設立された組織とは別である。（こちらは2007年にアク・ジョル党（輝く道）によって吸収された。）
2010年キルギス騒乱でクルマンベク・バキエフ大統領が失脚した後、旧バキエフ政権に近かったキルギス南部の政治エリートを中心に結党された。同年10月の総選挙ではオトゥンバエヴァ暫定政権に対抗し、120議席中28議席を獲得して第一党となった。2011年10月のキルギス大統領選挙では、タシーエフは「大統領の権力強化」「キルギス人のためのキルギス」というスローガンを抱えて立候補したが、アルマズベク・アタンバエフに敗れた。連立政権からも離脱し、キルギス人民族主義政党として他党と対立。
2015年の総選挙では同じ野党であった共和党と連合して望んだが、議席を大幅に減らした。